# 红旗乡 (孙吴县)
红旗乡，是中华人民共和国黑龙江省黑河市孙吴县下辖的一个乡镇级行政单位。

## 行政区划
红旗乡下辖以下地区：
红旗村、青山村、华山村、钟山村、建设村和前峰村。